# Tracy Wolff

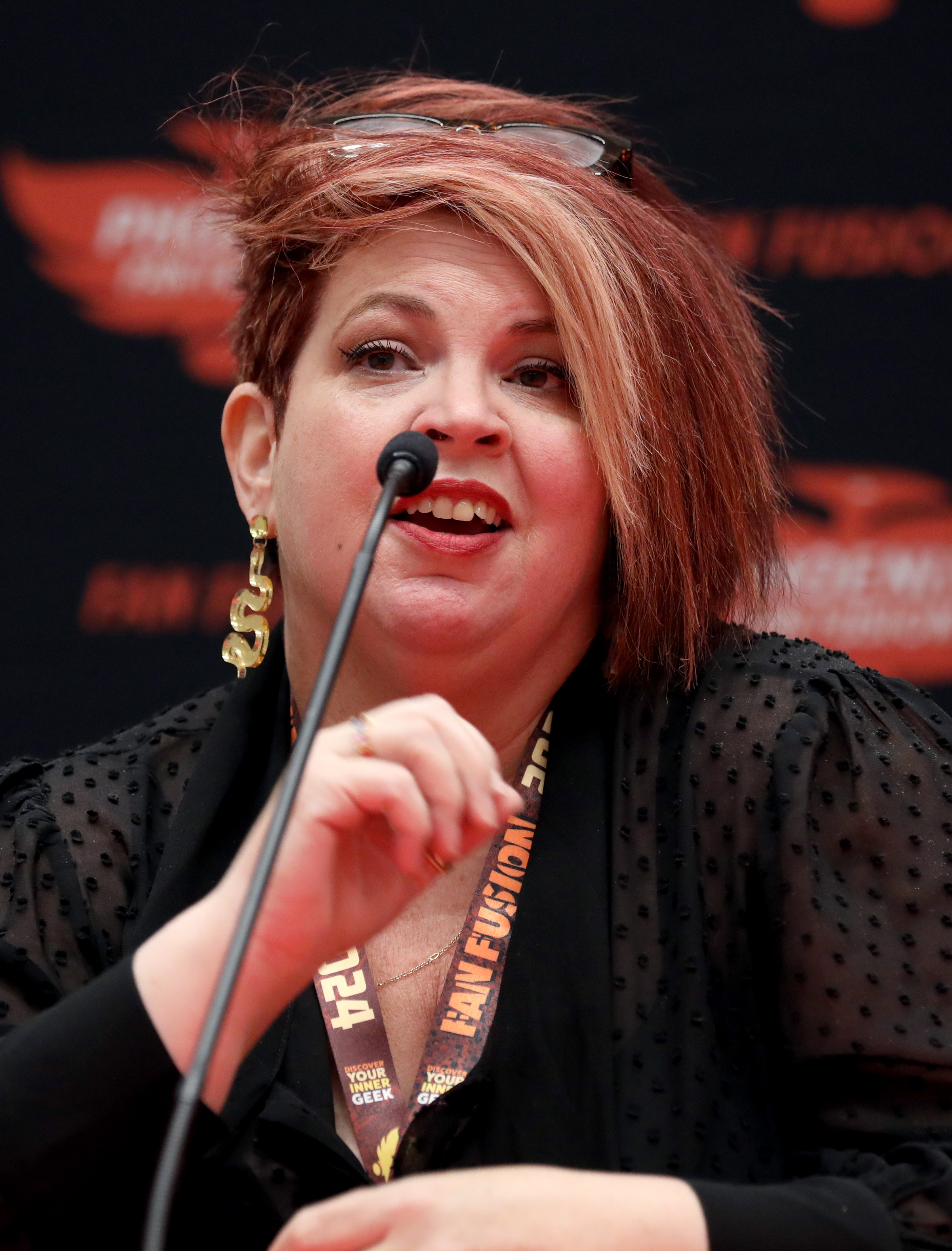
Tracy Wolff bei einer Veranstaltung 2024

Tracy Wolff ist eine US-amerikanische Autorin von Jugendliteratur, am bekanntesten für ihre kommerziell erfolgreiche Serie Crave. Sie schreibt auch unter dem Pseudonym Tessa Adams.

## Leben
Wolff ist ein Einzelkind, die unerwartet ihren Vater im Alter von 22 Jahren verloren hat. Sie ist Mutter von drei Kindern und eine ehemalige Englisch-Professorin, die jetzt als Vollzeitautorin von ihrem Zuhause in Austin, Texas aus arbeitet.

## DieCrave-Serie
Die Crave-Serie ist eine beliebte Buchserie, die Elemente des paranormalen Liebesromans mit Fantasy für junge Erwachsene kombiniert. Die Serie handelt von Grace, einer Jugendlichen, die nach dem Tod ihrer Eltern nach Alaska in ein mysteriöses Internat zieht. Dort entdeckt sie eine übernatürliche Welt mit Vampiren, Werwölfen, Hexen und Wasserspeiern.
Die Serie debütierte am April 2020 mit dem ersten Band Crave und hat mehrere Fortsetzungen. Die Serie erreichte die Bestsellerliste der New York Times. Bis zum Jahr 2024 wurden weltweit über 3,5 Millionen Exemplare der Serie verkauft und sie hat, insbesondere unter BookTok-Fans, eine große Fangemeinde gewonnen.
Kurz vor der Veröffentlichung des Buches erwarb Universal Studios die Filmrechte an Crave. Die Adaption wurde als paranormale Fantasy mit einer feministischen Perspektive angekündigt, und soll die Themen des Buches für ein Kino-Publikum erweitern.

## Urheberrechtsverletzungsvorwürfe
Im Jahr 2022 wurde Tracy Wolff mit einer Klage von der unveröffentlichten Autorin Lynne Freeman konfrontiert, die behauptete, Wolffs Crave-Serie habe erhebliche Ähnlichkeiten mit ihrem unveröffentlichten Manuskript Blue Moon Rising. Freeman hatte dieses Manuskript bereits 2010 an dieselbe Literaturagentin, Emily Sylvan Kim, geschickt. Sie verwies auf zahlreiche Überschneidungen in Handlungselementen, Dynamiken und Details – darunter ein Handlungsort in Alaska, eine übernatürliche Liebesgeschichte und Szenen mit mystischen Ereignissen.
Wolff und ihr Verleger, Entangled Publishing, wiesen die Vorwürfe zurück und betonten, dass die kreativen Elemente in Crave unabhängig voneinander entwickelt wurden. Katy Waldman schreibt in The New Yorker, das noch ausstehende Gerichtsurteil werfe komplexe Fragen zur Originalität und zu kreativen Überschneidungen im sogenannten „Romantasy“-Genre auf.

## Bibliographie

### The Lone Star Witch-Serie
Veröffentlicht als Tessa Adams
- Soulbound. 2013.
- Flamebound. 2013.

### The Shaken Dirty-Serie
- Crash Into Me. 2013.[7]
- Drive Me Crazy. 2014.
- Fade Into You. 2016.

### The Ethan Frost-Serie
- Ruined. 2014.[8]
- Addicted. 2014.
- Exposed. 2015.
- Flawed. 2017.

### Crave-Serie
- Crave. 2020.[9]
- Crush. 2020.
- Covet. 2021.
- Katmere Academy: an insider's guide. 2021.
- Court. 2022,
- Charm. 2022.
- Cherish. 2023.

### The Calder Academy-Serie
- Sweet Nightmare. 2024.[10]
- Sweet Chaos. 2025.